# Lakinsk
Lakinsk è una città della Russia europea centrale (oblast' di Vladimir), situata sulla sponda sinistra del fiume Kljaz'ma, 32 km a sudovest del capoluogo; è compresa amministrativamente nel distretto di Sobinka.
Sul sito dell'odierna città era attestato, fin dal XV secolo, il villaggio di Undol (Ундол), centro artigianale e commerciale di una certa rilevanza a livello locale. Nel 1889 venne fondato, nelle immediate vicinanze del villaggio, una fabbrica tessile; lo sviluppo che ne seguì portò il villaggio ad assumere, nel 1927, lo status di insediamento operaio, unitamente al nome di Lakinskij (dal nome del leader locale del partito, M. I. Lakin). Risale al 1969, infine, la concessione dello status di città e la ridenominazione con il nome attuale.

## Società

### Evoluzione demografica
Fonte: mojgorod.ru
- 1939: 7.200
- 1959: 9.900
- 1979: 17.500
- 1989: 18.900
- 2007: 16.100